# Weimar Söderström
- För Weimar Söderström född 1917 se Weimar Söderström (fotograf)

Weimar Alexander Söderström, född 24 maj 1927 i Stockholm, död där 18 oktober 1988, var en svensk tecknare och skulptör.
Han var sedan 1953 gift med Margareta Fryklund. Söderström studerade vid Berghs reklamskola 1943 och vid en privat konstskola i Stockholm 1944–1947 samt vid Konstfackskolan 1948–1953 och genom, självstudier under resor till Österrike, Frankrike, Italien och Tyskland. Han medverkade några gånger i Nationalmuseums utställning Unga tecknare på 1950-talet och i Liljevalchs Stockholmssalonger. Hans bildkonst består av porträtt, landskap och figurmotiv utförda i blyerts, tusch eller kol medan hans skulpturala konst består av reliefer och mindre skulpturer i gips eller trä. Söderström är representerad i Gustav VI Adolfs samling.